# 로스라고스 (칠레)
로스라고스(스페인어: Los Lagos)는 칠레 로스리오스 주 발디비아 현의 코무나이다.